# Porto Real
Porto Real is een gemeente in de Braziliaanse staat Rio de Janeiro. De gemeente werd opgericht op 5 november 1995 en maakte daarvoor deel uit van Resende. De oppervlakte van de gemeente bedraagt 50,78 km². Het inwonersaantal bedroeg in 2008 15.879 personen. De economie van de gemeente is voornamelijk gebaseerd op de industrie, met name de automobielindustrie en de metaalindustrie.